# Hanru Sirgel
Pas d'image ? Cliquez ici

a Compétitions nationales et continentales officielles uniquement.

Dernière mise à jour le 24 juillet 2025.
Hanru Sirgel, né le 8 mai 1998 à East London (Afrique du Sud), est un joueur sud africain de rugby à XV évoluant aux postes de troisième ligne centre ou de troisième ligne aile au FC Grenoble.

## Biographie
Natif d'East London dans la province du Cap-Oriental, Hanru Sirgel est formé aux Blue Bulls.
En 2020, il fait partie de l'équipe des Pumas pour le Super Rugby Unlocked (en) mais ne dispute aucune rencontre .
Hanru Sirgel se distingue ensuite avec les Griquas et dispute notamment la Currie Cup.
En 2022, il atteint notamment la finale de la compétition.
En 2023, il est prêté aux Lions pour jouer le United Rugby Championship ainsi que la Challenge Cup.
En 2024-2025, Hanru Sirgel signe au FC Grenoble.

## Palmarès
- Finaliste de la Currie Cup en 2022 avec les Griquas.
- Finaliste du Championnat de France de Pro D2 en 2025 avec le FC Grenoble.